# Camponotus sericeus
Camponotus sericeus é uma espécie de inseto do gênero Camponotus, pertencente à família Formicidae.